# Marr RFC
Marr Rugby Football Club es un equipo de rugby de Escocia con sede en la ciudad de Troon.
Participa en la Premiership, uno de los principales torneos de Escocia, en el cual ha obtenido un campeonato en la temporada 2021-22.

## Historia
El club fue fundado en 1940, formado por alumnos pertenecientes al Marr College.
Desde el año 1973 compite en el sistema de ligas de Escocia, comenzó en la cuarta división, ascendiendo por primera vez a la Premiership en la temporada 2019-20.
Se coronó campeón de la Primera división en la temporada 2021-22 luego de vencer a Currie Chieftains por un marcador de 36 a 25.

## Palmarés
- Premiership (1): 2021-22
- National One (2): 2016-17, 2018-19
- Subcampeón Copa de Escocia 2022-23